# 岩下方彦
岩下 方彦（いわした のりひこ）は、フジテレビ社員、元記者。

## 来歴
法政大学在学時には、東京アナウンスアカデミーと高田塾通い、アナウンスやマスコミ全般を学ぶ。
高校・大学時代はラグビー選手として活躍。國學院久我山高校時代は高校日本代表に選出された。
同大卒業後、栃木放送放送に入社。1991年秋、栃木放送を退職。
同年、ニッポン放送に移籍。スポーツアナウンサーを担当し、プロ野球中継などで実況していた。その後、1999年7月人事にて報道部へ異動し、報道部警視庁記者クラブキャップ、都庁記者クラブキャップを担当。その後、人事にて制作部に異動。
ニッポン放送の経営権問題に伴う会社再編により、2006年4月にフジテレビに転籍。報道局報道部に所属し、記者職に復帰。その後、人事異動して一般職に移動となる。

## 特技
美川憲一のものまねが得意で、鶴光の噂のゴールデンアワーでもSEで使われたことがある。

## 過去出演番組
栃木放送時代
- こちらアニメマニア編集局※パーソナリティ

ニッポン放送時代
- ニッポン放送ショウアップナイター
- 梅田淳YOU LUCK情報局
- 塚越孝 朝刊フジ（月曜日）
- 森永卓郎の朝はモリタク!もりだくSUN（月曜日）
- 森永卓郎 朝はニッポン一番ノリ!（月曜日）
- うえやなぎまさひこのサプライズ!（月曜日）
- 高田文夫のラジオビバリー昼ズ（木曜日）